# Verdachte
Een verdachte is volgens de wet iemand ten aanzien van wie uit feiten of omstandigheden een redelijk vermoeden van schuld bestaat dat diegene een bepaald strafbaar feit gepleegd heeft. Het woord "redelijk" heeft hier specifiek de betekenis dat het vermoeden beargumenteerd moet kunnen worden met relevante argumenten.
Verdachten hebben plichten maar ook rechten. Een verdachte moet zich dwangmiddelen laten welgevallen: hij kan o.a. worden aangehouden, verhoord en in hechtenis genomen, naargelang de omstandigheden. Verdachten hebben ook rechten, zoals die zijn vastgelegd in het Wetboek van Strafvordering en het Europees Verdrag voor de Rechten van de Mens, zoals het zwijgrecht, het recht op een eerlijk proces, binnen een redelijke termijn, enz. 

## De verdachte in het Nederlandse strafrecht
Het Wetboek van Strafvordering (SV) formuleert dit als volgt:
Artikel 27

Lid 1: Als verdachte wordt vóórdat de vervolging is aangevangen, aangemerkt degene te wiens aanzien uit feiten of omstandigheden een redelijk vermoeden van schuld aan een strafbaar feit voortvloeit. 
Lid 2: Daarna wordt als verdachte aangemerkt degene tegen wie de vervolging is gericht.
Elke verdachte heeft bepaalde rechten. Dit is geregeld in het Wetboek van Strafvordering (eerste boek, titel II).
Deze rechten zijn onder andere:
- Het recht op een zelfgekozen raadsman (artikel 28 lid 1 Sv)
- Het recht op contact met zijn raadsman (artikel 28 lid 2 Sv)
- Het recht om te zwijgen (artikel 29 lid 1 Sv)
- Het recht om kennis te nemen van de processtukken (toegang tot sommige stukken kan echter geweigerd worden indien het belang van het onderzoek dat vordert)

Het Wetboek van Strafvordering kent het begrip "onbekende verdachte", maar geeft daar geen definitie van. De Raad van State heeft in 2012 geadviseerd een dergelijke wettelijke definitie te introduceren.
Zonder wettelijke grondslag merkt het Openbaar Ministerie (OM) soms ook getuigen voor wie (nog) geen redelijk vermoeden van schuld aan enig strafbaar feit bestaat, als verdachte aan. Volgens het OM verkrijgen deze getuigen hierdoor eveneens het recht om te zwijgen of contact te hebben met hun raadsman.

## De verdachte in het Belgische strafrecht
Het Belgische Wetboek van strafvordering formuleert de meeste rechten van de verdachte als regels of beperkingen voor de magistraten. 
Vanuit technisch oogpunt moet een terminologisch onderscheid gemaakt worden tussen verdachte, inverdenkinggestelde, beklaagde, beschuldigde en veroordeelde. Deze termen weerspiegelen de fase waarin het strafrechtelijk onderzoek zich bevindt en bepalen de rechten waarop ede betrokkene aanspraak kan maken.

### Tijdens het vooronderzoek
- Een verdachte in strikte zin is de persoon tegen wie een strafrechtelijk onderzoek loopt, hetzij een voorafgaandelijk opsporingsonderzoek, hetzij een gerechtelijk onderzoek. Vaak zal de verdachte bij het begin van het onderzoek een onbekende zijn. De rechten van de verdachte zijn zeer beperkt. Hij heeft weliswaar een aantal minimumrechten wanneer hij wordt verhoord (recht op aanwezigheid van een advocaat) maar hij heeft geen toegang tot de talrijke procedures die sinds de Wet Franchimont ter beschikking staan van de inverdenkinggestelde.
- De inverdenkinggestelde is de verdachte tegen wie een formele aanklacht werd geformuleerd, de zgn. 'inverdenkingstelling' (artikel 61bis Wetboek van Strafvordering). De inverdenkingstelling kan op twee manieren gebeuren: hetzij automatisch wanneer het gerechtelijk onderzoek op naam van een welbepaalde verdachte werd gevorderd, hetzij in de loop van het onderzoek wanneer de onderzoeksrechter tegen een verdachte ernstige aanwijzingen van schuld heeft gevonden. Luidens art. 61ter, 61quinquies Sv. beschikt de inverdenkinggestelde over het recht op inzage in het strafdossier, het recht om bijkomende onderzoekshandelingen te vorderen, het recht om aanslepende onderzoeken van meer dan 1 jaar aan te brengen bij de Kamer van Inbeschuldigingstelling en de mogelijkheid om de 'zuivering' van het strafdossier (van procedurefouten) te vragen.

### Tijdens het onderzoek ter terechtzitting
- De beklaagde is de persoon die naar de politierechtbank of naar de correctionele rechtbank wordt doorverwezen.
- De beschuldigde is de persoon die naar het hof van assisen wordt verwezen door de Kamer van Inbeschuldigingstelling.
- De veroordeelde is de persoon die door het vonnisgerecht (politierechtbank, correctionele rechtbank, Hof van Assisen) werd schuldig bevonden aan het hem ten laste gelegde feit en tegen wie een in kracht van gewijsde getreden strafrechtelijke veroordeling is uitgesproken.

## De verdachte in de media
Zowel in Nederland als België is het gebruikelijk dat de identiteit van een verdachte of veroordeelde wordt beschermd door alleen de eerste letter van diens achternaam te vermelden. Zo wordt Mohammed Bouyeri in de media nog altijd aangeduid als Mohammed B.